# Vallée du Vanoi
La vallée du Vanoi est située dans l'est du Trentin. Elle est bordée à l'est par la vallée de Primiero (ou vallée du Cismón), au sud par les municipalités de Lamon et Sovramonte, à l'ouest et au sud-ouest du plateau de Tesino, au nord par le val di Fiemme.
La vallée du Vanoi coïncide en grande partie avec la municipalité de Canal San Bovo, bien qu'administrativement certaines parties de son territoire soient incluses dans les municipalités de Primiero San Martino di Castrozza (le lac de Calaita), Mezzano, Pieve Tesino, Cinte Tesino et Castello Tesino.
La vallée, entourée de nombreux sommets du Lagorai et du groupe de la Cima d'Asta, doit son nom au ruisseau qui la traverse, le Vanoi, principal affluent du Cismon.

## Accès
La vallée est accessible en empruntant le tunnel routier creusé sous le Monte Totoga, qui la relie à la route nationale 50, ou de Castello Tesino par la route provinciale 79. Un accès panoramique au Vanoi, depuis Primiero, est représenté par la route du col de Gobbera. Avant l'ouverture du tunnel (début des années 1990), la connexion avec la route nationale était garantie par la route du passo Gobbera et de la Cortella, une route d'environ 8 km, en contournant le Monte Totoga, reliait le canal San Bovo à la Vénétie. Cette route (qui s'appelait SP 80) avec l'ouverture du tunnel de Totoga a été interdite à la circulation en raison du danger causé par les chutes de pierres, ainsi que pour sa tortuosité et son étroitesse. Un autre accès à la vallée, qui est cependant interdit à la circulation automobile normale, est la route, principalement en terre, qui vient de la région de Borgo Valsugana et traverse le passo Cinque Croci. 

## Peuplement

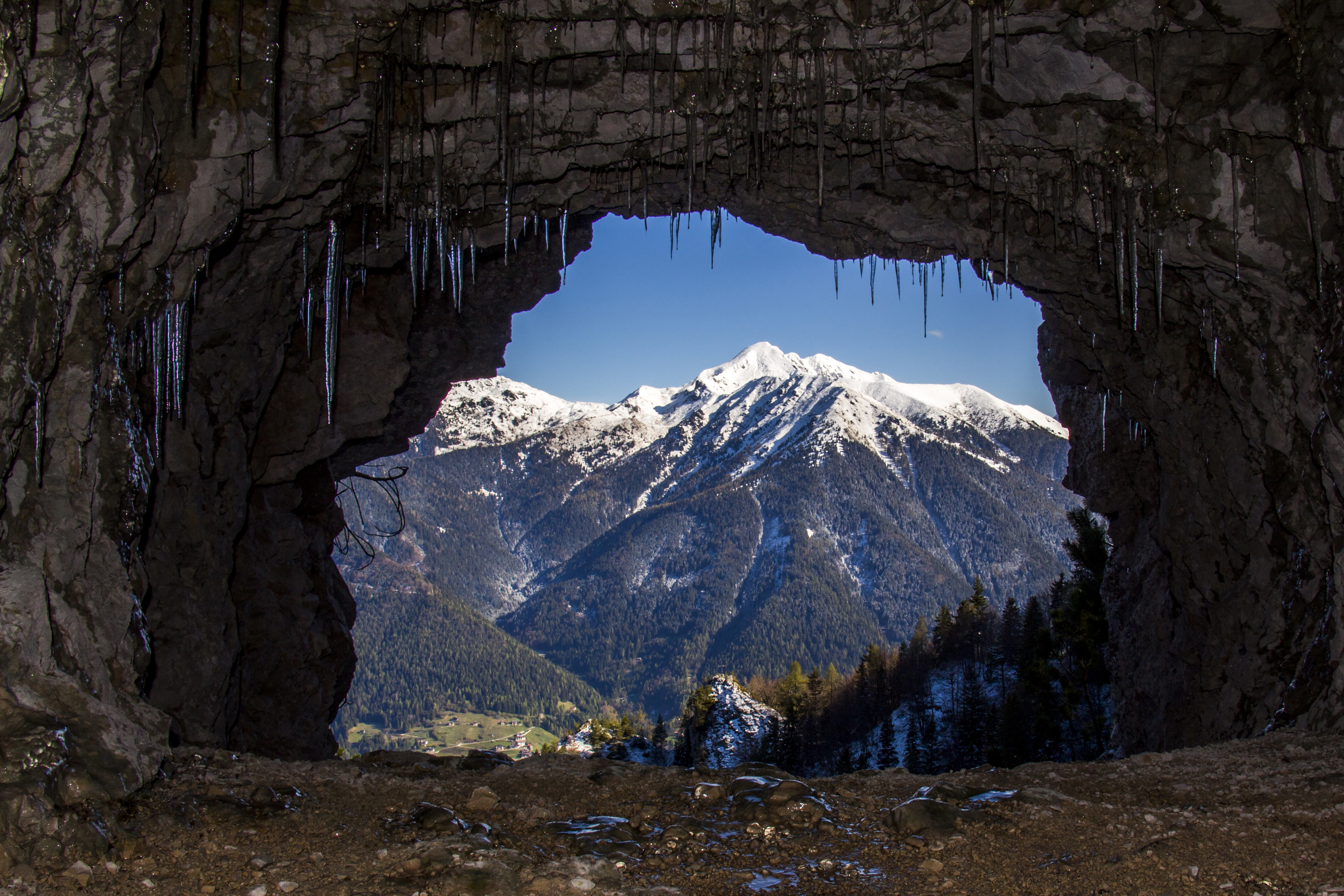
Cima Folga depuis le Monte Totoga, Lagorai.

La vallée du Vanoi se caractérise par la présence de nombreuses zones habitées : le chef-lieu est Canal San Bovo, situé au confluent du ruisseau Lozen dans le Vanoi ; Lausen, à côté de la sortie du tunnel Totoga ; Caoria, perchée sur les pentes du Monte Cauriol ; les centres de Prade, Zortea et Cicona, situés au nord du chef-lieu dans une position particulièrement ensoleillée ; les groupes de maisons qui forment Ronco, du côté opposé qui monte vers le passo Brocon ; le hameau du passo Gobbera. 

## Environnement
Longtemps isolée en raison de la difficulté de se connecter à l'extérieur, la vallée du Vanoi a conservé son patrimoine végétal et faunique presque intact, l'un des plus divers de la région (la vallée est en fait connue comme le « cœur vert » du Trentin), depuis 1967 inclus dans le parc naturel de Paneveggio-Pale di San Martino. Le riche patrimoine forestier représente l'une des ressources économiques les plus importantes de la vallée.